# Richiza af Polen
 Ikke at forveksle med Richiza og Richiza (1180-1220) (datter af Valdemar den Store).
Richiza eller Rikissa af Polen (født 12. april 1116, død tidligst 25. december 1156) var en polsk kongelig og dronning af Sverige fra Piast-slægten samt meddronning i Danmark i 1134. Hun var gift tre gange, med Magnus den Stærke, Volodar af Minsk, og Sverker Karlsson den ældre.

## Biografi
De fleste kilder siger at Richiza blev født 12. april 1116,[kilde mangler] men visse giver andre årstal, primært 1106. Hun var datter af hertug Boleslav 3. af Polen (sv) og Salome af Berg. Som del af en alliance mod venderne mellem hendes far og den danske kong Niels, blev Richiza gift med Niels' søn Magnus den Stærke. Ifølge Saxo Grammaticus stod bryluppet i 1127 i Ribe. De fik to sønner, heriblandt den senere danske konge Knud 5.
I april 1134 blev Magnus kronet som dansk medkonge ved et rigsmøde hos den tyske kejser i Halberstadt, men allerede d. 4. juni 1134 faldt han i slaget ved Fodevig, hvorefter Richiza vendte tilbage til Polen. Boleslav arrangerede igen et ægteskab for sin datter, denne gang med Volodar fra Rurik-slægten, der oprindeligt var fra Minsk, men var i eksil i Polen. De fik to sønner, og desuden datteren Sofia af Minsk. Ægteskabet var politisk motiveret, da forskellige grene af Rurik-slægten kæmpede om magten i Kijevriget. Efter Mstislav af Kievs død i 1132 blev Volodars familie gradvist stærkere, og med tiden kunne de vende tilbage til tronen. Richiza og Volodars ægteskab blev derfor mindre og mindre politisk vigtigt med tiden, og det blev annulleret cirka ti år efter indgåelsen.
Da en dansk borgerkrig udbrød i 1146, tog Richiza til Danmark for at bo hos sin søn Knud 5. Nogle år efter dette, formentlig efter Ulvhild Håkonsdatters død i 1148, giftede Richiza sig med den svenske konge Sverker Karlsson den ældre. Dette ægteskab var muligvis også for at danne en alliance, siden Knud var involveret i borgerkrigen og han da også søgte tilflugt i Sverige i løbet af krigen. Ved Sverkers mord 25. december 1156 tog Knud til Sverige for at besøge sin mor. Det vides ikke hvornår Richiza døde, andet end at hun overlevede sin tredje ægtemand.
Sofia opkaldte en af sine døtre efter sin mor, se Richiza (datter af Valdemar den Store).

## Ægteskaber og børn
Richiza var gift tre gange og der kendes til at hun fik seks børn:
- Første ægteskab var med Magnus den Stærke. Igennem dette blev hun mor til:
  - Knud 5., konge af Danmark 1146-1157 sammen med Svend Grathe og Valdemar den Store.
  - Niels
- Andet ægteskab var med Volodar af Minsk. Igennem dette blev hun mor til:
  - Vladimir
  - Vasilko
  - Sofia af Minsk, dronning af Danmark gennem sit ægteskab med Valdemar den Store.
- Tredje ægteskab var med Sverker Karlsson den ældre. Igennem dette blev hun mor til:
  - Burislev